# Оксфорд (Коннектикут)
Оксфорд (англ. Oxford) — місто (англ. town) в США, в окрузі Нью-Гейвен штату Коннектикут. Населення — 12 706 осіб (2020).

## Демографія
Згідно з переписом 2010 року, у місті мешкали 12 683 особи в 4504 домогосподарствах у складі 3672 родин. Було 4746 помешкань
Расовий склад населення:
| - 95,5 % — білих - 1,5 % — азіатів - 1,1 % — чорних або афроамериканців - 0,1 % — корінних американців |

До двох чи більше рас належало 1,1 %. Частка іспаномовних становила 3,7 % від усіх жителів.
За віковим діапазоном населення розподілялося таким чином: 24,3 % — особи молодші 18 років, 62,2 % — особи у віці 18—64 років, 13,5 % — особи у віці 65 років та старші. Медіана віку мешканця становила 43,4 року. На 100 осіб жіночої статі у місті припадало 98,9 чоловіків;  на 100 жінок у віці від 18 років та старших — 97,9 чоловіків також старших 18 років.
Середній дохід на одне домашнє господарство  становив 121 422 долари США (медіана — 104 316), а середній дохід на одну сім'ю — 128 427 доларів (медіана — 115 523). Медіана доходів становила 76 111 долар для чоловіків та 64 612 долари для жінок. За межею бідності перебувало 2,0 % осіб, у тому числі 1,5 % дітей у віці до 18 років та 0,9 % осіб у віці 65 років та старших.
Цивільне працевлаштоване населення становило 6687 осіб. Основні галузі зайнятості: освіта, охорона здоров'я та соціальна допомога — 27,1 %, виробництво — 15,1 %, науковці, спеціалісти, менеджери — 10,0 %, роздрібна торгівля — 9,4 %.